# Woodsiaceae
Ver Pteridophyta para una introducción a las plantas vasculares sin semilla
Las woodsiáceas (nombre científico Woodsiaceae) son una familia de helechos del orden Polypodiales, que en la moderna clasificación de Christenhusz et al. 2011 se clasifica diferente que en su predecesor sistema de Smith et al. (2006).

## Taxonomía
Introducción teórica en Taxonomía
La clasificación más actualizada es la de Christenhusz et al. 2011 (basada en Smith et al. 2006, 2008); que también provee una secuencia lineal de las licofitas y monilofitas.
- Familia 36. Woodsiaceae Herter, Rev. Sudamer. Bot. 9: 14 (1949).

1–3 géneros (Cheilanthopsis, Hymenocystis, Woodsia).
Notas: Woodsiaceae en Smith et al. 2006 incluía a Athyriaceae y Diplaziopsidaceae. La familia aquí es definida en su sentido más estricto, incluyendo sólo a Woodsia y dos géneros altamente relacionados que, a la espera de más evidencia, quizás terminen siendo unidos a Woodsia en el futuro. Los linajes de Athyriaceae, Cystopteridaceae, Diplaziopsidaceae y Rhachidosoraceae están consistentemente segregados en todos los análisis, independientemente del muestreo. Si bien las relaciones entre estos grupos no siempre quedan resueltas, estos linajes no pueden ser unidos a otros más grandes. Por eso son tratados en familias separadas.

### ClasificaciónsensuSmithet al.2006
Ubicación taxonómica:
Plantae (clado), Viridiplantae, Streptophyta, Streptophytina, Embryophyta, Tracheophyta, Euphyllophyta, Monilophyta, Clase Polypodiopsida, Orden Polypodiales, Familia Woodsiaceae.
Sinónimos: Athyrioides, helechos hembra.
Incluyendo Athyriaceae, Cystopteridaceae
Cerca de 15 géneros definidos por Smith et al. 2006, un 85 % de las especies pertenece a los dos géneros principales, Athyrium y Diplazium, los dos probablemente son parafiléticos.
- Athyrium (probablemente parafilético, Wang et al. 2003)
- Diplazium (incl. Callipteris, Monomelangium. Probablemente parafilético, Wang et al. 2003)
- Acystopteris
- Anisocampium
- Athyrium
- Cornopteris
- Cystopteris
- Deparia
- Diplaziopsis
- Diplazium
- Gymnocarpium
- Hypodematium
- Pentarhizidium
- Rhachidosorus
- Woodsia

Cerca de 700 especies.

## Filogenia
Introducción teórica en Filogenia
Como está delimitado en Smith et al. 2006, Woodsiaceae puede ser parafilético a Aspleniaceae, (Blechnaceae + Onocleaceae), y Thelypteridaceae. La mayor parte de los análisis no llega a respaldar ni la parafilia ni la monofilia del grupo (Hasebe et al. 1995, Sano et al. 2000a, Schneider et al. 2004c). Debido a esta incerteza, más las bases morfológicas que permiten reconocer a Woodsiaceae como aquí está circunscripta, Smith et al. (2006) creyeron que era prematuro adoptar la alternativa de erigir (o resucitar) muchas pequeñas familias para albergar a estos géneros. En un estudio posterior Schuettpelz y Pryer (2008) confirmaron la parafilia de Woodsiaceae, y sugieren su desmembramiento en familias más pequeñas (ver publicación en referencias).

## Ecología
En su mayor parte terrestres. 
Subcosmopolitas.

## Caracteres
Con las características de Pteridophyta.
Rizomas rastreros, ascendentes o erectos. Escamas en los ápices, usualmente no clatradas, glabras, glandulares o ciliadas. Pecíolos con dos haces vasculares que en un corte transversal se encuentran  con una forma creciente, enfrentados el uno al otro. En la parte distal estos dos haces vasculares se unen dando como resultado una forma de alcatarilla ("gutter-shape") en el corte transversal. 
Hojas monomórficas, raramente dimórficas. Venas pinadas o bifurcadas, libres, poco comúnmente anastomosándose y entonces sin venillas inclusas.
Soros abaxiales, redondos, con forma de J, o lineales con indusio reniforme a lineal o sin indusio. 
Esporas reniformes, monolete, perina alada, con crestas o espinas.
Número de cromosomas: en su mayor parte x = 40, 41. También x = 31 (Hemidictyum), x = 33, 38, 39 (Woodsia), y x = 42 (Cystopteris).

### Otros proyectos wikimedia
- Wikimedia Commons alberga una categoría multimedia sobre Woodsiaceae.
- Wikispecies tiene un artículo sobre Woodsiaceae.